# Cimetière rive droite de Saint-Dié-des-Vosges
Le cimetière rive droite, ou cimetière de la Côte Calot, est l'un des deux cimetières municipaux de la commune française de Saint-Dié-des-Vosges. Créé à la fin du XVIIIe siècle, il contient plusieurs sépultures de personnalités notables.

## Histoire
Le cimetière rive droite est ainsi dénommé car il se trouve sur la rive droite, c'est-à-dire nord, de la Meurthe. Il se distingue ainsi d'un cimetière de la ville un peu moins ancien (1810), le cimetière rive gauche, qui se situe dans le quartier de Foucharupt, sur la rive gauche (sud) de la rivière.
Jusqu'à la fin du XVIIIe siècle, les habitants de la paroisse Sainte-Croix, desservie par la cathédrale et l'église Notre-Dame-des-Jointures, dite « petite église », sont inhumés dans deux cimetières : le très ancien « petit cimetière », situé devant la « petite église », et le « grand cimetière », plus récent, situé dans le cloître reliant celle-ci à la cathédrale.
Dès 1771, face aux risques sanitaires et à la raréfaction de l'espace disponible dans le cloître, le chanoine d'Huart, grand-vicaire du chapitre, propose la création d'un cimetière extra-muros, comme à Nancy. La paroisse s'oppose cependant à ce projet, jugeant que les frais ne devraient pas être à sa charge mais à celle du chapitre. Le 12 juin 1779, sur requête du procureur du roi au bailliage de Saint-Dié, l'évêque de Saint-Dié, Mgr Chaumont, ordonne la désaffectation des anciens lieux de sépulture et la création d'un nouveau cimetière en dehors de la ville. Le conseil de fabrique de la paroisse persiste dans sa volonté de ne pas en supporter le coût avant d'y être contraint par un arrêt de la Cour des requêtes du Parlement de Nancy en date 10 mai 1781. Cet arrêt est toutefois pris sans préjudice des droits des parties, les procédures judiciaires entre la paroisse et le chapitre (respectivement remplacés par la municipalité et par l’État après la nationalisation des biens du clergé) étant alors encore en cours : elles ne prennent fin que le 12 juillet 1795.
Le terrain choisi en 1781 correspond au jardin des héritiers de Vomécourt et à celui du chanoine de Mitry, situés à la côte Calot, au-delà de la porte de Raon, au nord-ouest de la ville, sur le versant d'une colline faisant presque face à la cathédrale. Un premier projet est dressé par l'architecte Bareth avec l'aide de l'arpenteur Jean-Joseph Rattaire, mais c'est celui d'un autre homme de l'art, un certain Montigny, qui est finalement retenu en 1782. Afin d’approprier les terrains à leur nouvelle affectation, ils sont entourés de murs et reliés à la ville par un pont franchissant le ruisseau de Robache.
Le cimetière est dominé par une croix monumentale élevée à la mémoire des soldats tués lors de la bataille de Nompatelize (6 octobre 1870).

## Personnalités inhumées au cimetière
- Abraham Bloch (1859-1914), grand-rabbin de Lyon, mort pour la France près de Saint-Dié en tant qu'aumônier militaire au début de la Première Guerre mondiale, inhumé dans le carré israélite.
- Eugène Delaroue (1864-1935), député et maire de Melun (Seine-et-Marne), natif de Saint-Dié[7].
- Paul Elbel (1875-1940), député et ministre de la Marine marchande.
- Jules Ferry (1832-1893), ministre de l’Instruction publique, président du Conseil et président du Sénat, inhumé dans un caveau familial en 1893[8], conformément à son testament rédigé en 1890 : « Je désire reposer dans la même tombe que mon père et ma sœur, en face de cette ligne bleue des Vosges d'où monte jusqu'à mon cœur fidèle la plainte touchante des vaincus »[9]. Un an plus tard, un monument orné d'un buste dû à Eugène Guillaume est construit à côté de cet emplacement[10]. Le célèbre homme d’État repose aux côtés de son épouse, Eugénie Risler (d) (1850-1920), et de son neveu, Abel Ferry (1881-1918).
- René Ferry (1845-1924), avocat, magistrat, docteur en médecine et mycologue, secrétaire de la Société philomatique vosgienne, inhumé au cimetière le 26 juillet 1924[11].
- Joseph-Léon Jacquot (1821-1902), général de brigade, inhumé le 16 août 1902 aux côtés de son père, le docteur François Jacquot, ancien médecin militaire, et de son frère, le docteur François-Félix Jacquot (d) (1819-1857), également médecin militaire, découvreur, avec le capitaine Koch, des gravures rupestres du Touat.
- Nicolas Philippe Guye (1773-1845), général de brigade de la Grande Armée, maire de Saint-Dié.
- Jean Marie Toussaint Pendézec (1842-1913), général de division[12].

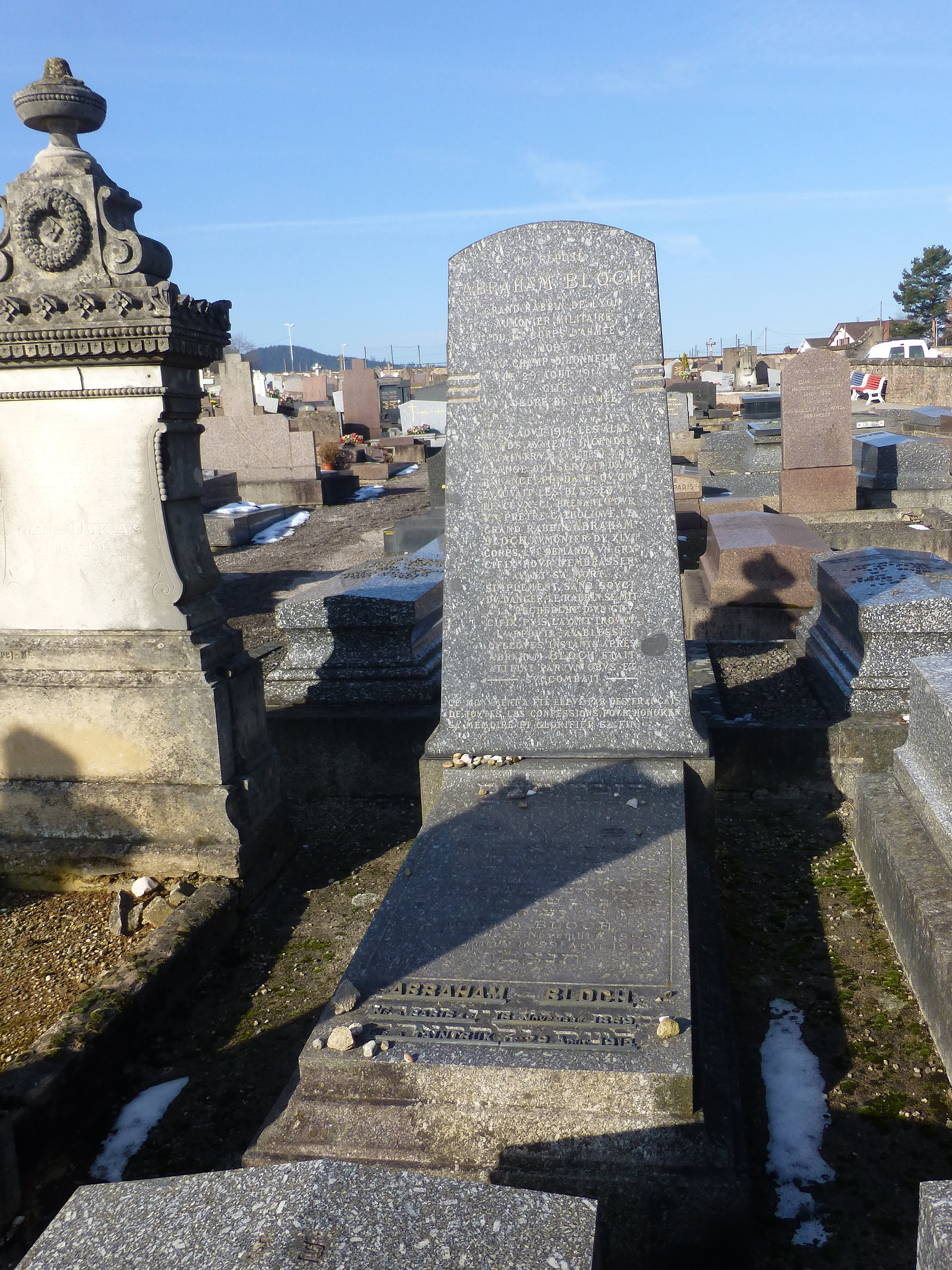
Tombe d'Abraham Bloch.
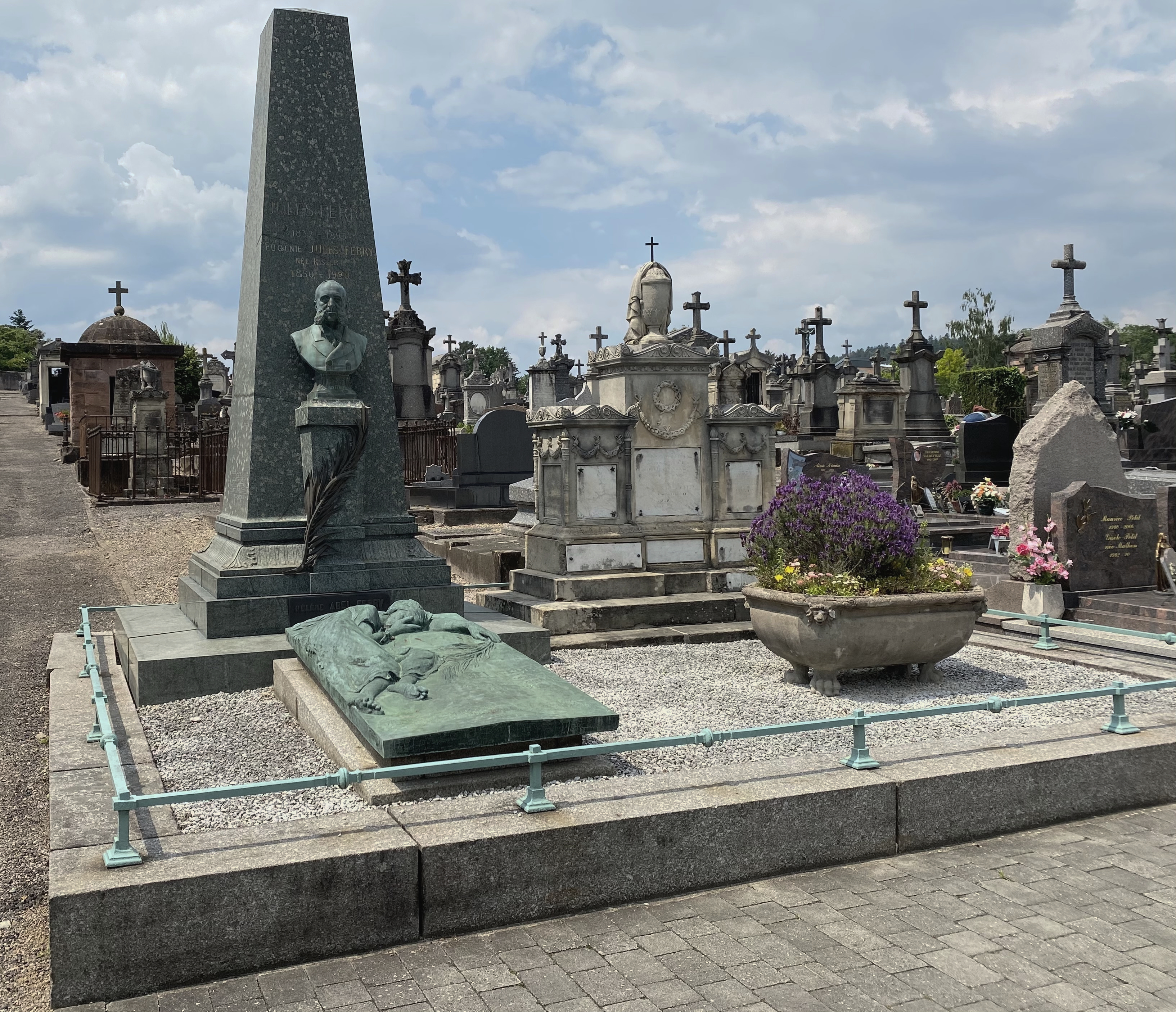
Buste de Jules Ferry et gisant d’Abel Ferry, à gauche du caveau familial.
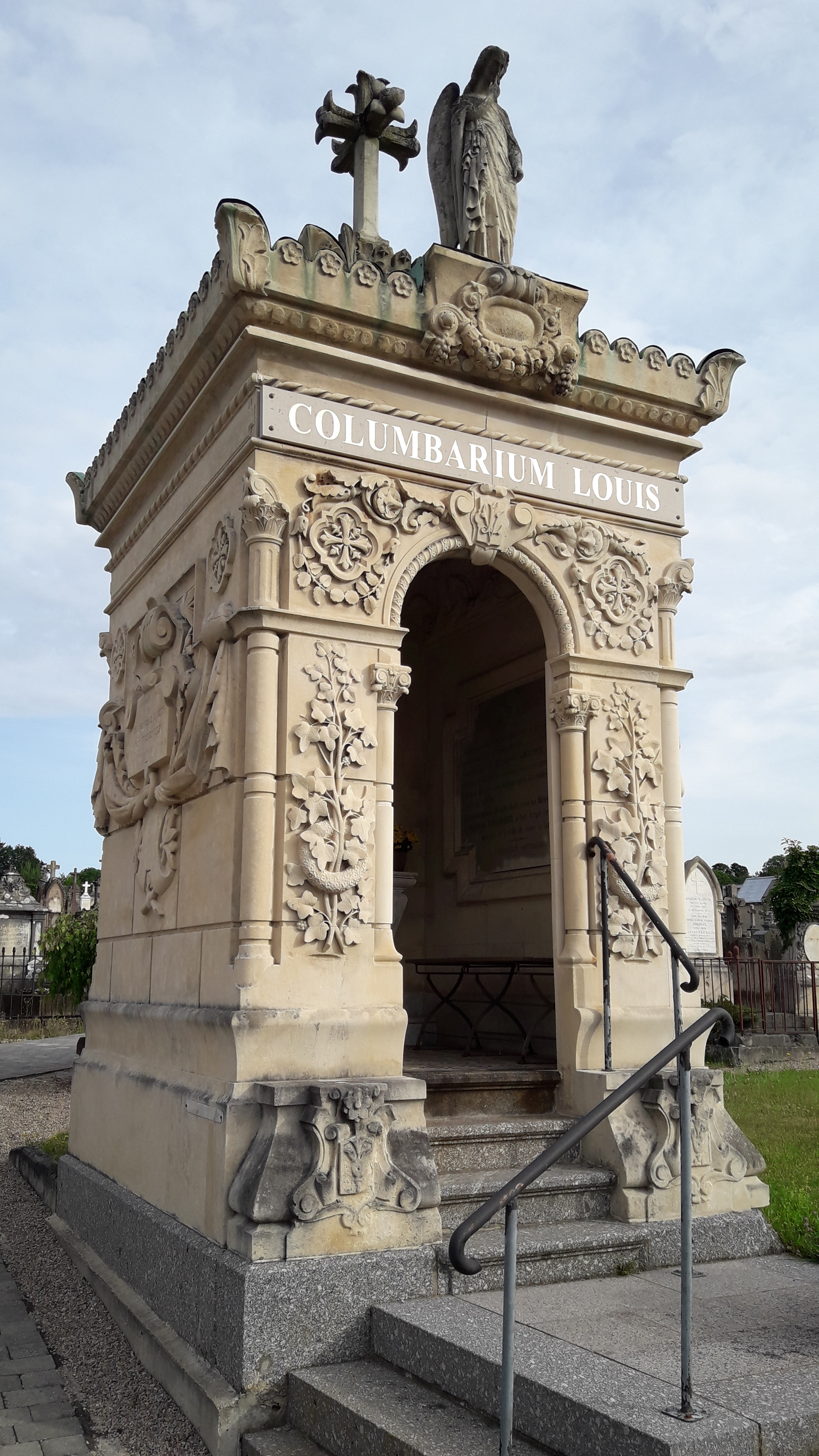
Columbarium Louis.
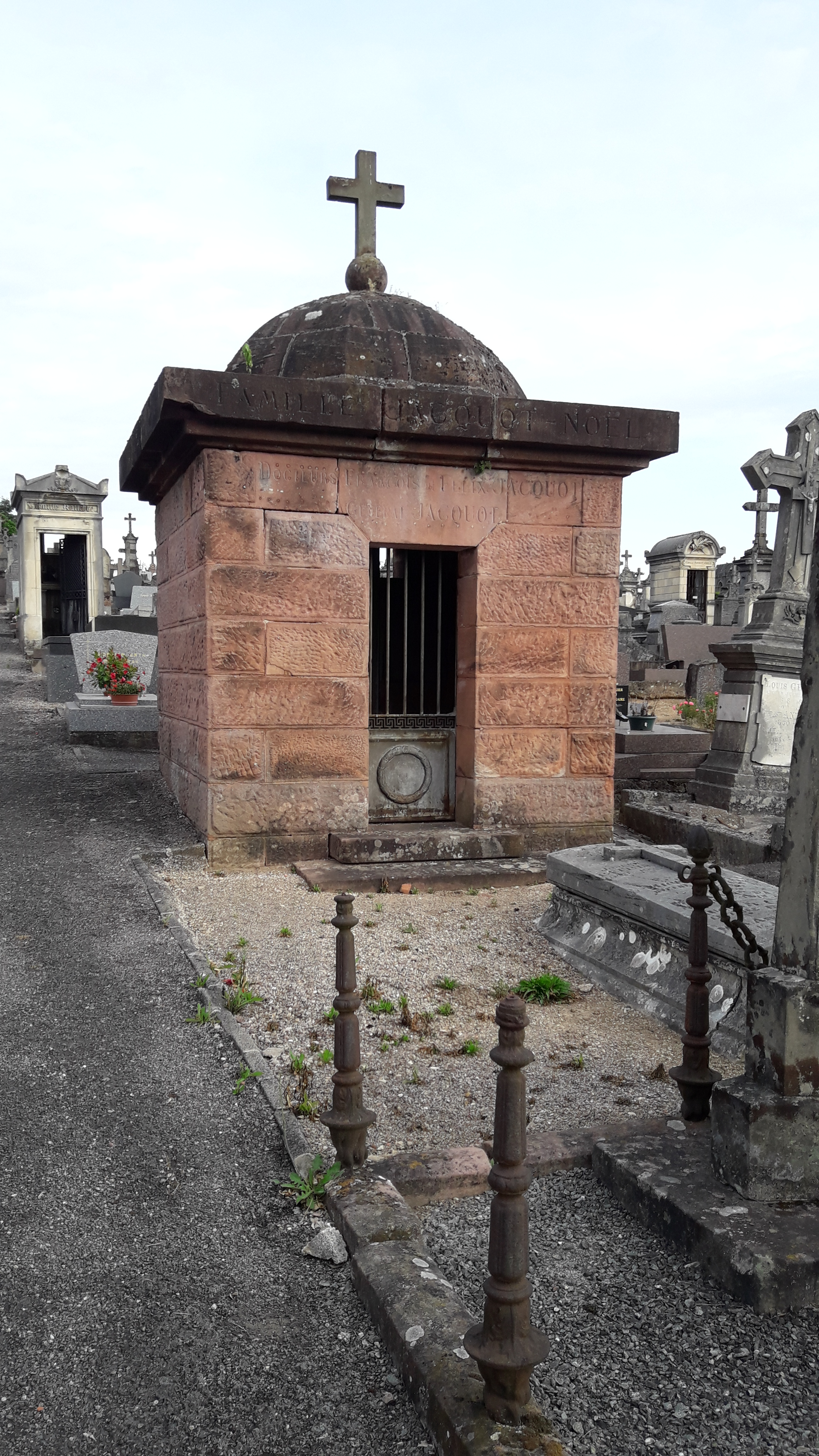
Mausolée de la famille Jacquot.
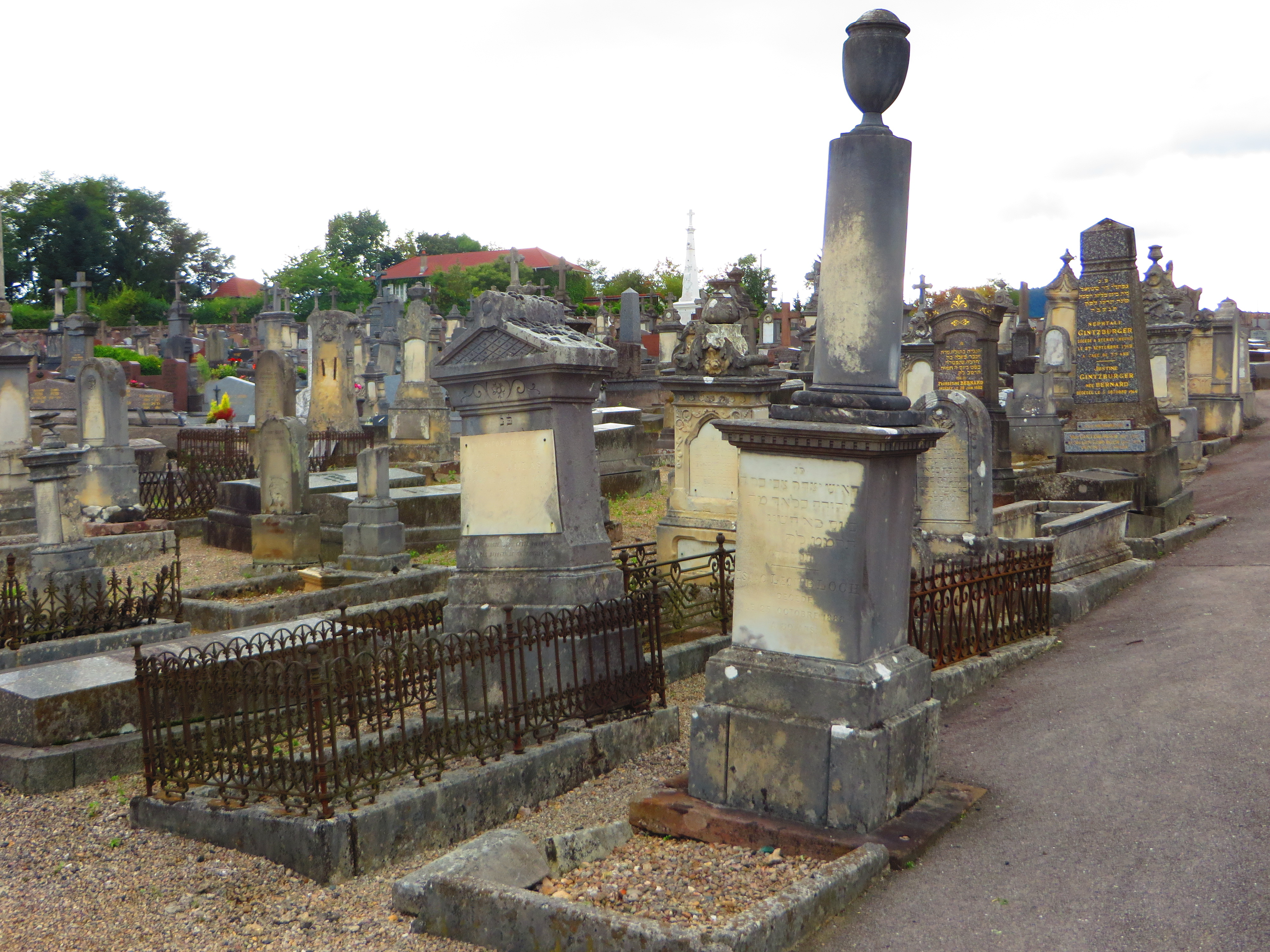
Carré israélite.
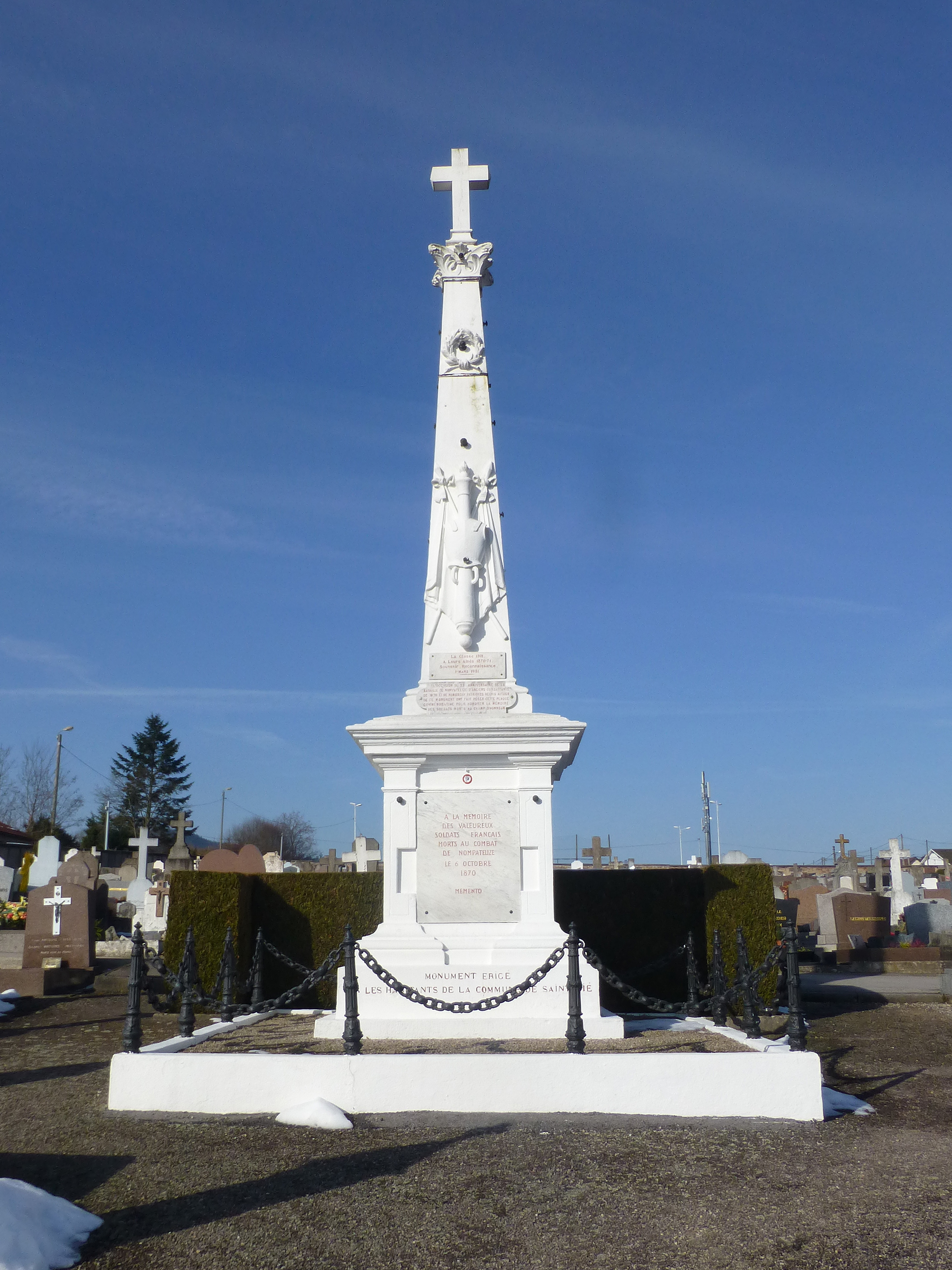
Monument aux morts de la bataille de Nompatelize.